# PageDefrag
PageDefrag — бесплатная утилита для 32-битных операционных систем Microsoft Windows, разработанная Sysinternals, и затем приобретённая Microsoft Corporation. 
PageDefrag служит для дефрагментации файлов системного реестра, файла подкачки и файла образа RAM для спящего режима, который создаётся при переходе системы в спящий режим, а также файла журнала событий.
PageDefrag способна работать из командной строки.

## Параметры запуска командной строки
- -e — дефрагментация при каждой загрузке
- -o. — однократная дефрагментация
- -n — запрет дефрагментации
- -t — обратный отсчёт времени в секундах